# Isoetes echinospora
Isoète à spores épineuses, Isoète à spores hérissées, Isoète à spores spinuleuses
Espèce
Statut de conservation UICN

 LC  : Préoccupation mineure
Isoetes echinospora, l'Isoète à spores épineuses, Isoète à spores hérissées ou Isoète à spores spinuleuses, est une espèce de plantes herbacées aquatiques de la famille des Isoetaceae, présente dans l'hémisphère Nord.

## Noms communs
Ce taxon porte en français les noms vulgaires « Isoète à spores spinuleuses,,, », « Isoète à spores épineuses,, », « Isoète à spores hérissées,,, ».

## Description

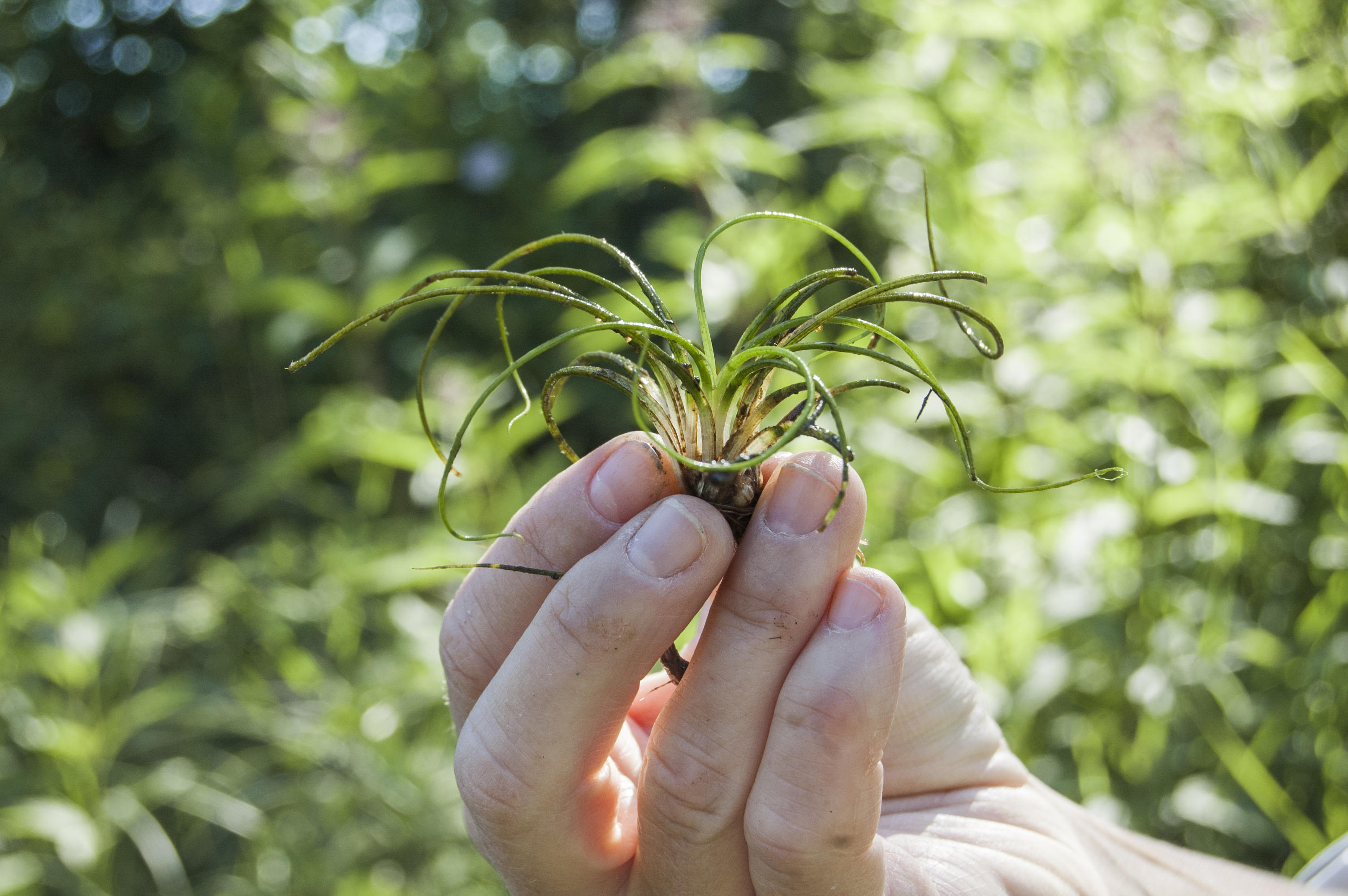
Aspect général.

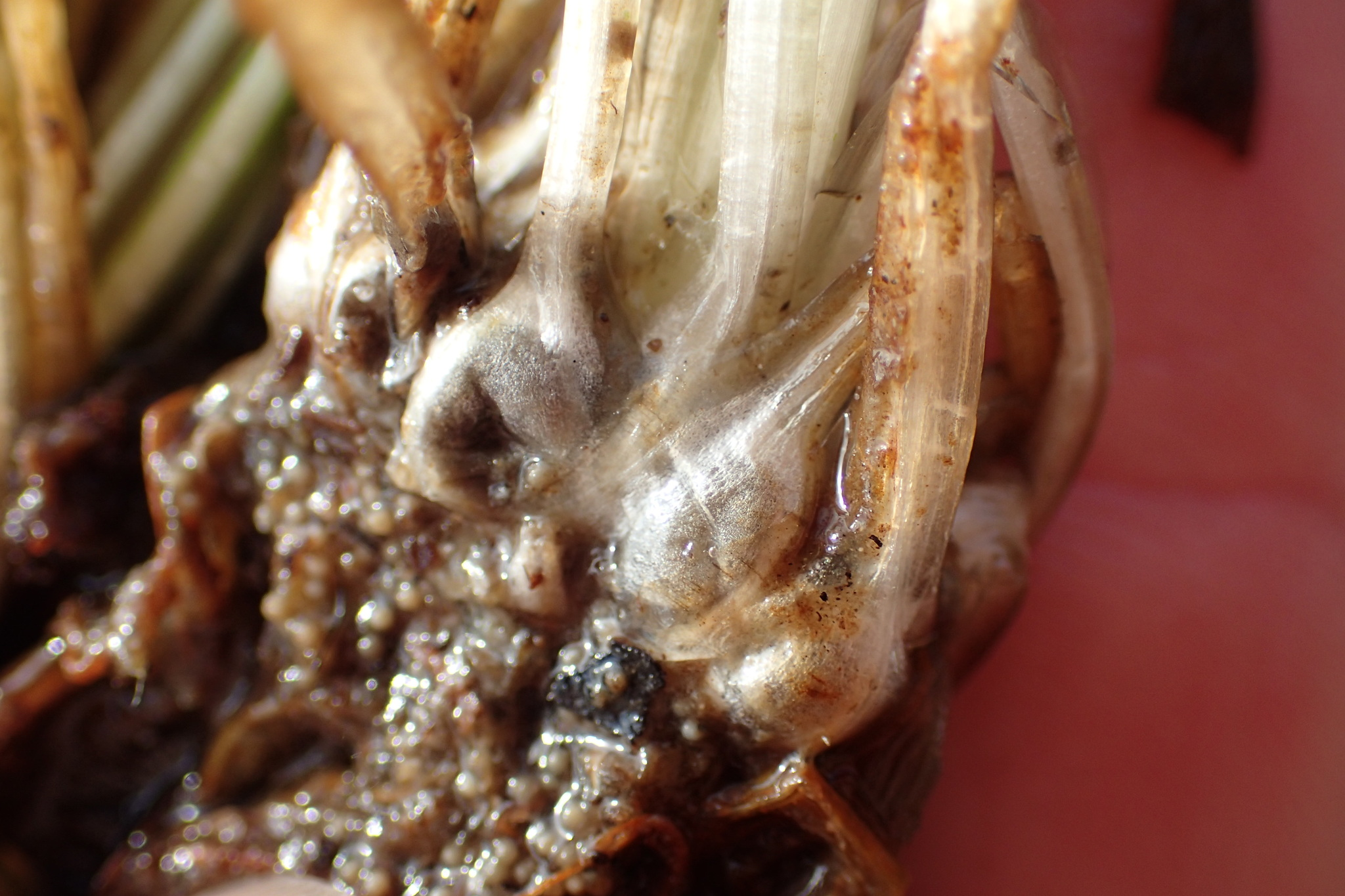
Bulbes.

C'est une plante vivace, aquatique, submergée, peu robuste, à bulbe bilobé. Les feuilles sont longues de 5 à 12 cm, nombreuses, d'un vert tendre, étalées au fond de l'eau, flexueuses, souvent recourbées, transparentes, linéaires en alêne, comprimées sur la face interne dans les deux tiers inférieurs, à lacunes grandes, dépourvues de stomates pour les représentants européens, contrairement aux nord-américains. Le voile est incomplet, couvrant moins de la moitié du sporange. La paroi du sporange est plus ou moins striée de brun. Les macrospores sont blanches, mesurant 400–550 μm de diamètre, globuleuses, plus petites que dans le précédent, fortement muriquées, hérissés d'aiguillons fins serrés et très aigus. Les microspores ont des crêtes saillantes, à faces presque lisses, sont de couleur grise à brun clair en masse, d'un diamètre de 20–30 μm. C'est une espèce diploïde (2n = 22). 

## Répartition
C'est une espèce de l'hémisphère Nord. Selon Plants of the World online (POWO) (20 septembre 2024), son aire de répartition se limite à l'Eurasie. Selon GBIF (20 septembre 2024), le Catalogue of Life (20 septembre 2024), la Flora of North America, la Base de données des plantes vasculaires du Canada et l'UICN (20 septembre 2024), elle est également présente en Amérique du Nord. L'UICN liste les pays suivants : Allemagne, Belgique, Bulgarie, Canada, Danemark, Espagne, Finlande, France, Grèce, Islande, Norvège, Pays-Bas, Pologne, Royaume-Uni, Russie, Slovaquie, Suisse, Suède, Tchéquie, États-Unis.

## Habitat

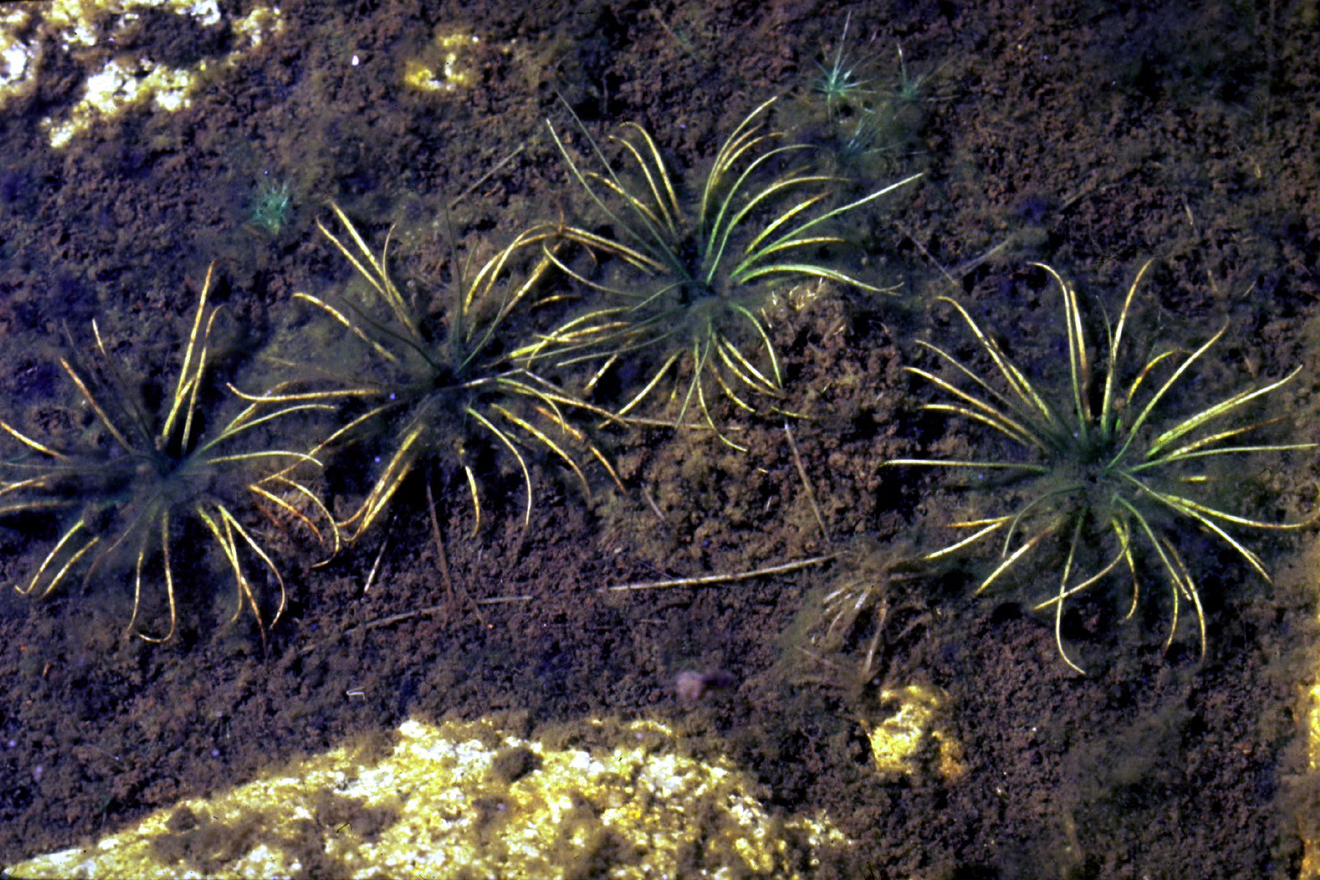
Pieds immergés, dans leur habitat.

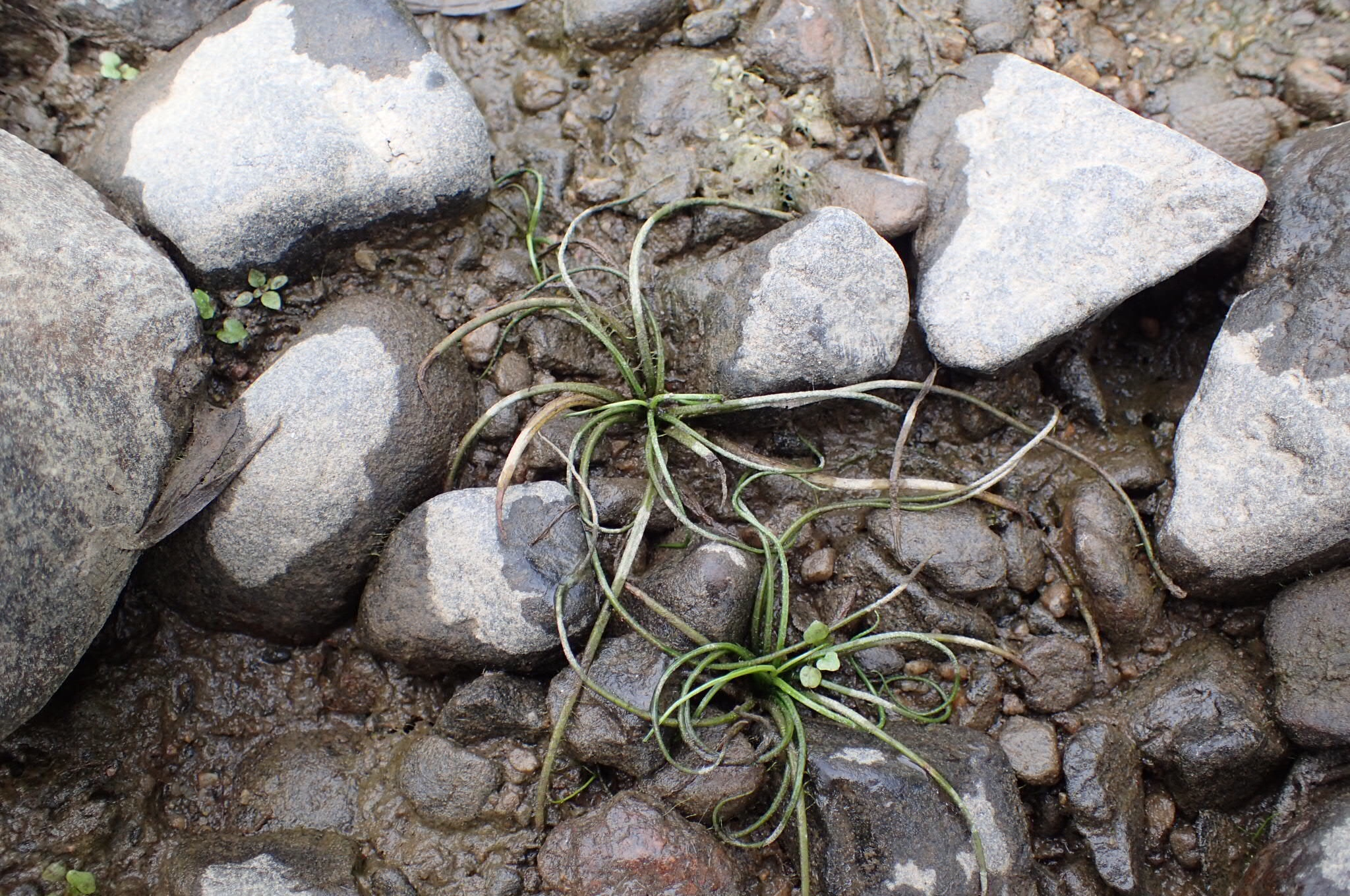
Pied emmergés, sur lit de galets.

L'espèce pousse dans des lacs ou des étangs peu profonds et légèrement acides, ainsi que dans des rivières ou des ruisseaux à faible courant . C'est l'espèce la plus communément rencontrée dans les lacs et les étangs oligotrophes et non calcaires du nord-est de l'Amérique du Nord.
En France, c'est une espèce caractéristique des gazons à Isoète eurosibériens, du Littorellion uniflorae Koch 1926 et de l'Isoetetum echinosporae Koch ex Dierssen 1975. Elle forme une combinaison caractéristique de l'« eau stagnante oligotrophe peu profonde à Eriocaulon septangulare et Lobelia dortmannac ». C'est une espèce indicatrice des « eaux stagnantes à végétation vivace oligotrophique planitiaire à collinéenne des régions atlantiques, des Littorelletea uniflorae » et des « eaux stagnantes à végétation vivace oligotrophique à mésotrophique montagnarde à subalpine des régions alpines, des Littorelletea uniflorae ».

## Taxinomie
Le nom correct complet (avec auteur) de ce taxon est Isoetes echinospora Durieu, publié en 1861 par le militaire et botaniste français Michel Charles Durieu de Maisonneuve, dans le huitième volume du Bulletin de la Société botanique de France.
Les spécimens nord-américains d'Isoetes echinospora, qui portent des stomates, ont été nommés I. muricata ou I. echinospora var. braunii pour les distinguer des européens qui n'ont pas de stomates. Isoetes echinospora présente des variations considérables, notamment en ce qui concerne la taille, la couleur et la forme des feuilles.

### Hybrides
Isoetes echinospora s'hybride avec I. engelmannii (hybride baptisé I. ×eatonii Dodge (synonyme ultérieur : I. ×gravesii A. A. Eaton)), I. maritima, I. riparia (hybride baptisé I. ×dodgei A. A. Eaton), I. tuckermanii, I. lacustris (hybride baptisé I. ×hickeyi Taylor & Luebke et I. ×jermyi D.F.Brunt. & Rumsey), I. laurentiana (hybride baptisé I. ×blondeaui D.F.Brunt. & P.C.Sokoloff) et I. bolanderi (I. ×herb-wagneri W.C.Taylor).

### Synonymes
La définition de Isoetes echinospora varie selon les sources (limitée à l'Eurasie ou bien également présente en Amérique du Nord), de même donc que sa liste de synonymes.
Selon l'INPN (20 septembre 2024) :
- Calamaria echinospora (Durieu) Kuntze, 1891
- Isoetes braunii Durieu, 1864 [nom. illeg. hom.]
- Isoetes echinospora subsp. muricata (Durieu) Á.Löve & D.Löve, 1961
- Isoetes echinospora var. asiatica Makino, 1904
- Isoetes echinospora var. boottii Engelm., 1867
- Isoetes echinospora var. braunii Engelm., 1867
- Isoetes echinospora var. muricata (Durieu) Engelm., 1867
- Isoetes echinospora var. robusta Engelm., 1882
- Isoetes echinospora var. savilei B.Boivin, 1961
- Isoetes lacustris subsp. echinospora (Durieu) Moore & More, 1866
- Isoetes muricata Durieu, 1864
- Isoetes setacea var. muricata (Durieu) Holub
- Isoetes tenella Léman ex Desv., 1827

Selon Plants of the World online (POWO) (20 septembre 2024) :
(homotypique)
- Isoetes lacustris subsp. echinospora (Durieu) T.Moore & More in Contr. Cybele Hiber.: 381 (1866)

(hétérotypiques)
- Isoetes echinospora subf. angusstivelata Iversen in Bot. Tidsskr. 40: 129 (1928)
- Isoetes echinospora subf. angustivelata Iversen in Bot. Tidsskr. 40: 128 (1928)
- Isoetes lacustris var. longifolia Motelay & Vendryès in Actes Soc. Linn. Bordeaux 36: 327 (1883)

Selon GBIF (20 septembre 2024) :
- Calamaria echinospora (Durieu) Kuntze
- Isoetes ambigua A.Braun
- Isoetes boottii A.Braun
- Isoetes braunii f. astoma (Iversen) M.Broun
- Isoetes braunii f. oligostoma (Iversen) M.Broun
- Isoetes braunii f. polystoma (Iversen) M.Broun
- Isoetes braunii Durieu
- Isoetes echinospora f. astoma Iversen
- Isoetes echinospora f. boottii (Engelm.) Clute
- Isoetes echinospora f. oligostoma Iversen
- Isoetes echinospora f. polystoma Iversen
- Isoetes echinospora subsp. admixta Gand.
- Isoetes echinospora subsp. belgica Gand.
- Isoetes echinospora subsp. borealis Gand.
- Isoetes echinospora subsp. braunii (Engelm.) Piper & Beattie
- Isoetes echinospora subsp. centralis Gand.
- Isoetes echinospora subsp. discedens Gand.
- Isoetes echinospora subsp. echinospora
- Isoetes echinospora subsp. fennica Gand.
- Isoetes echinospora subsp. gothica Gand.
- Isoetes echinospora subsp. montana Gand.
- Isoetes echinospora subsp. muricata (Durieu) Á.Löve & D.Löve
- Isoetes echinospora subsp. oligophylla Gand.
- Isoetes echinospora subsp. petropolitana Gand.
- Isoetes echinospora subsp. praebens Gand.
- Isoetes echinospora subsp. pulchella Gand.
- Isoetes echinospora subsp. pygmaea Gand.
- Isoetes echinospora subsp. remissa Gand.
- Isoetes echinospora subsp. vogesiaca Gand.
- Isoetes echinospora var. boothii Clute
- Isoetes echinospora var. boottii Engelm.
- Isoetes echinospora var. braunii (Durieu) Engelm.
- Isoetes echinospora var. braunii (Durieu) Á.Löve & D.Löve
- Isoetes echinospora var. brittoni Cockerell
- Isoetes echinospora var. echinospora
- Isoetes echinospora var. elatior Fliche
- Isoetes echinospora var. hesperia (C.F.Reed) Á.Löve
- Isoetes echinospora var. muricata (Durieu) Engelm.
- Isoetes echinospora Durand
- Isoetes lacustris subsp. curvifolia (Casp.) Gand.
- Isoetes lacustris subsp. echinospora (Durieu) Hook.fil.
- Isoetes lacustris subsp. echinospora (Durieu) Syme & N.E.Br.
- Isoetes lacustris subsp. echinospora (Durieu) T.Moore & More
- Isoetes lacustris var. crassa Léman
- Isoetes lacustris var. elatior (Fliche) Mer
- Isoetes lacustris var. longifolia Motelay & Vendryès
- Isoetes lacustris var. minor (A.Braun ex Milde) Motelay & Vendryès
- Isoetes lacustris var. recurvata Motelay & Vendryès
- Isoetes muricata var. braunii (Durieu) C.F.Reed
- Isoetes muricata var. hesperia C.F.Reed
- Isoetes muricata Durieu
- Isoetes setacea subsp. monspeliensis Gand.
- Isoetes setacea subsp. muricata (Durieu) Holub
- Isoetes setacea subsp. stricta Gand.
- Isoetes setacea subsp. turgida Gand.
- Isoetes setacea subsp. valida Gand.
- Isoetes setacea subsp. vicina Gand.
- Isoetes setacea var. muricata (Durieu) Holub
- Isoetes spec Léman
- Isoetes spec Léman ex Desv.
- Isoetes tenella f. astoma (Iversen) Rothm.
- Isoetes tenella f. iversenii Rothm.
- Isoetes tenella f. lativelata (Iversen) Rothm.
- Isoetes tenella f. oligostoma (Iversen) Rothm.
- Isoetes tenella f. polystoma (Iversen) Rothm.
- Isoetes tenella var. braunii (Durieu) Rothm.
- Isoetes tenella var. oligostoma (Iversen) Rothm.

## Menaces et conservation
L'espèce est largement répandue et, bien qu'il soit possible qu'elle décline dans certaines parties de son aire de répartition, un déclin global de la population n'est pas susceptible d'atteindre (ou d'être proche d'atteindre) le seuil de vulnérabilité défini par l'UICN (20 septembre 2024). Par conséquent, l'espèce est considérée comme une préoccupation mineure à l'échelle mondiale.
En France, c'est une « espèce vulnérable » (VU) sur la Liste rouge de la flore vasculaire de France métropolitaine (2019). Elle est en danger critique d'extinction en Lorraine, Limousin et Auvergne, et vulnérable en Midi-Pyrénées.
En Amérique du Nord, l'espèce est classée comme globalement « en sécurité » par NatureServe (2014), mais les populations de certains États des États-Unis et de certaines provinces du Canada sont classées comme « en péril critique », « en péril » ou « vulnérables ».